# Giuliano Slataper
Giuliano Slataper (Trieste, 10 ottobre 1922 – Arnautowo, 26 gennaio 1943) è stato un militare italiano.
Sottotenente degli alpini, fu decorato con Medaglia d'oro al valor militare alla memoria per il coraggio dimostrato in combattimento durante la seconda battaglia difensiva del Don.

## Biografia
Nacque a Trieste il 10 ottobre del 1922, figlio minore di Guido e Almira Bernardino. Iscritto al Politecnico di Milano, dopo l'entrata in guerra del Regno d'Italia, avvenuta il 10 giugno del 1940, si arruolò volontario nel Regio Esercito non ancora diciottenne. Ammesso a frequentare la Scuola Allievi Ufficiali della Specialità Alpina a Bassano del Grappa, ne uscì nel marzo del 1941 con la nomina a sottotenente di complemento.
Assegnato al Battaglione “Tirano” in seno al 5º Reggimento alpini inquadrato nella 2ª Divisione alpina "Tridentina", partì per il Fronte Orientale il 20 luglio del 1942.
Inquadrato nell'ARMIR, fu ucciso il 26 gennaio 1943, colpito da colpi di arma da fuoco al torace e alla testa, durante il corso dei combattimenti nei pressi di Arnautowo.
Dopo la sua morte gli fu conferita la Medaglia d'oro al valor militare alla memoria, e il Politecnico di Milano gli concesse la laurea ad honorem in ingegneria. Alla sua memoria e a quella del cugino, Scipio Secondo, è intitolato il Bivacco Slataper, posto a 2.650 metri nelle dolomiti bellunesi, comune di San Vito di Cadore.

### Annotazioni
1. ↑  Guido Slataper, volontario giuliano durante la prima guerra mondiale, conquistatore del Monte Santo nel 1917 decorato di Medaglia d’oro al valor militare a vivente.

### Fonti
1. 1 2 3 4 5 6 7  Bianchi, Cattaneo 2011, p. 455.
2. 1 2 3 4  Bianchi, Cattaneo 2011, p. 454.
3. 1 2  Zeller 2011, p. 5.